# Municipio de Palestine (Illinois)
El municipio de Palestine (en inglés: Palestine Township) es un municipio ubicado en el condado de Woodford en el estado estadounidense de Illinois. En el año 2010 tenía una población de 1043 habitantes y una densidad poblacional de 10,73 personas por km².

## Geografía
El municipio de Palestine se encuentra ubicado en las coordenadas 40°41′32″N 89°6′44″O / 40.69222, -89.11222. Según la Oficina del Censo de los Estados Unidos, el municipio tiene una superficie total de 97.22 km², de la cual 97,15 km² corresponden a tierra firme y (0,08 %) 0,08 km² es agua.

## Demografía
Según el censo de 2010, había 1043 personas residiendo en el municipio de Palestine. La densidad de población era de 10,73 hab./km². De los 1043 habitantes, el municipio de Palestine estaba compuesto por el 98,85 % blancos, el 0,19 % eran amerindios, el 0,19 % eran asiáticos y el 0,77 % eran de una mezcla de razas. Del total de la población el 1,44 % eran hispanos o latinos de cualquier raza.